# Oldham Athletic Association Football Club
Maillots
Actualités
Le Oldham Athletic Association Football Club, couramment abrégé Oldham Athletic AFC ou plus simplement Oldham Athletic, est un club de football anglais, fondé en 1895 et situé à Oldham.

## Repères historiques
Fondé en 1895 sous le nom de « Pine Villa », le club adopte un statut professionnel et est rebaptisé « Oldham Athletic AFC » en 1899. Il rejoint la League en 1907 (deuxième division).
À l'issue de la saison 2021-2022, Oldham Athletic est relégué en National League (cinquième division anglaise).
À l'issue de la saison 2024-2025, Oldham Athletic est promu en Football League Two (quatrième division anglaise).

## Palmarès
- Championnat d'Angleterre : 
  - Vice-champion : 1915

- Championnat d'Angleterre D2 : 
  - Champion : 1991
  - Vice-champion : 1910

- Championnat d'Angleterre D3 : 
  - Champion : 1953 (D3-Nord), 1974

- Championnat d'Angleterre D4 : 
  - Vice-champion : 1963

- League Cup : 
  - Finaliste : 1990

## Stade
Oldham Athletic AFC joue ses matchs à domicile dans son stade de Boundary Park (en) construit en 1907. Celui-ci dispose de 13 512 places.